# Saint-Hilaire-sur-Erre
 Saint-Hilaire-sur-Erre  es una población y comuna francesa, situada en la región de Baja Normandía, departamento de Orne, en el distrito de Mortagne-au-Perche y cantón de Le Theil.

## Demografía
| 416 | 377 | 399 | 421 | 460 | 520 |
| Para los censos de 1962 a 1999 la población legal corresponde a la población sin duplicidades (Fuente: INSEE [Consultar]) |     |     |     |     |     |